# 長石

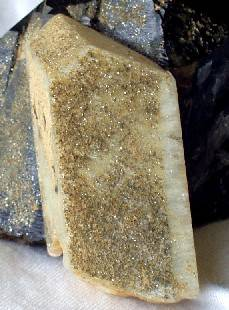
正長石

長石（ちょうせき、feldspar）は、複数の鉱物種を総称する鉱物グループであり、アルカリ金属およびアルカリ土類金属などのアルミノケイ酸塩を主成分とする三次元構造のテクトケイ酸塩の一種である。
地殻中に普遍的に存在する鉱物で、もっとも存在量が多く、ほとんどの岩石（火成岩、変成岩、堆積岩）に含まれる造岩鉱物であり、特に花崗岩には60%前後含まれ、玄武岩にも50%前後含まれる。逆に、長石を含まない岩石はほとんどなく、そのような岩石は非常に特異な生成過程を経ている場合が多い。
色のついているものもあるが、通常は白色である。モース硬度は 6 - 6.5、比重 2.5 - 2.7 である。化学組成によりいくつかに分類されるが、多くの種類の長石が互いに固溶体を形成するため、それぞれの端成分の間には化学組成が連続的に変化した一連の長石が存在する。
正長石はモース硬度 6 の指標鉱物である。固溶体では硬度が若干異なるため、厳密には端成分の正長石が基準となっている。ただし、実用上のモース硬度 6 はカリ長石であるとして問題ない。

## 成分・種類
長石の一般式は (Na,K,Ca,Ba)(Si,Al)4O8、あるいは (Na,K,Ca,Ba)Al(Al,Si)Si2O8 と表される。普通に産する長石は、KAlSi3O8（カリ長石、Or） - NaAlSi3O8（曹長石、Ab） - CaAl2Si2O8（灰長石、An）の3成分系のものであり、Or-Ab 系列をアルカリ長石とよび主に花崗岩に含まれ、Ab-An 系列を斜長石といい主に玄武岩に含まれる。

### アルカリ長石

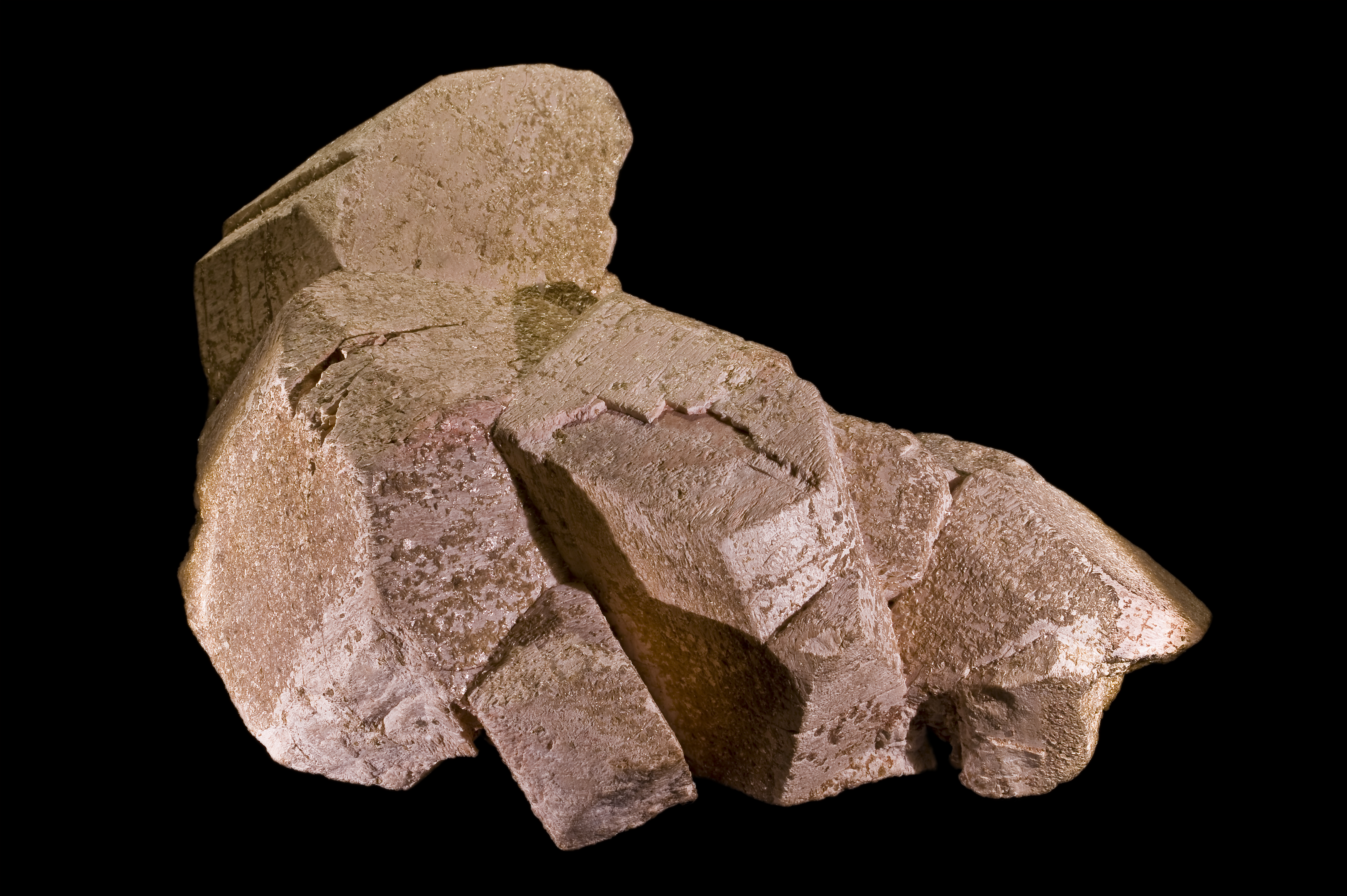
正長石
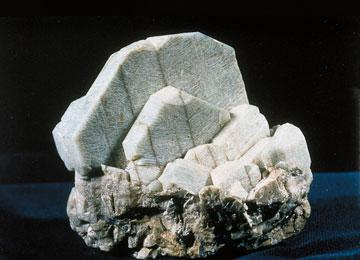
微斜長石（マイクロクリン）

アルカリ長石（alkali feldspar）グループ。カリウムに富む長石はカリ長石（K-feldspar）といわれ、正長石、微斜長石が含まれる。火山岩中の長石のように高温で形成された場合はサニディン、アノーソクレースになり、深成岩や変成岩中の長石のように中温～低温で形成された場合は正長石、微斜長石になる。
正長石（orthoclase）
KAlSi3O8。単斜晶系。中温～低温で形成されたカリ長石。白色だが、灰色、黄色、赤のものもある。緑のものはめったにない。モース硬度6の基準。磁器の材料やみがき粉の原料になる。
透明で菱形のものは氷長石（adularia、アデュラリア）ともいう。
サニディン（sanidine、玻璃長石）
(K,Na)AlSi3O8。単斜晶系。高温で形成されたアルカリ長石で、ナトリウムを少し含む。火山岩の中に産出する。
青白い色が月の光のように揺らめいているように見える美しいものはムーンストーン（月長石、moonstone）と呼ばれ、宝石になる（アノーソクレースの場合もある）。
微斜長石（microcline、マイクロクリン）
KAlSi3O8。三斜晶系。中温～低温で形成されたカリ長石。正長石とは内部の構造が異なるため属する晶系も異なる。しかし、見た目には正長石とほとんど区別がつかない。
青緑色のアマゾナイト（天河石、amazonite）は微量の鉛を含む。
アノーソクレース（anorthoclase、曹微斜長石）
(Na,K)AlSi3O8。三斜晶系。高温で形成されたアルカリ長石で、サニディンよりもナトリウムを多く含む。
- 正長石
- 微斜長石（マイクロクリン）

### 斜長石
斜長石（plagioclases）グループ。ナトリウムの多い端成分が曹長石、カルシウムの多い端成分が灰長石であり、固溶体を形成する（厳密には曹長石と灰長石の微細な結晶の集合体）。かつては曹長石（Ab）と灰長石（An）の間を灰曹長石（oligoclase、Ab90-70An10-30） - 中性長石（andesine、Ab70-50An30-50） - 曹灰長石（labradorite、Ab50-30An50-70） - 亜灰長石（bytownite、Ab30-10An70-90）に分けていたが、現在は独立種でない（固溶体のいわゆる「50%ルール」による）。

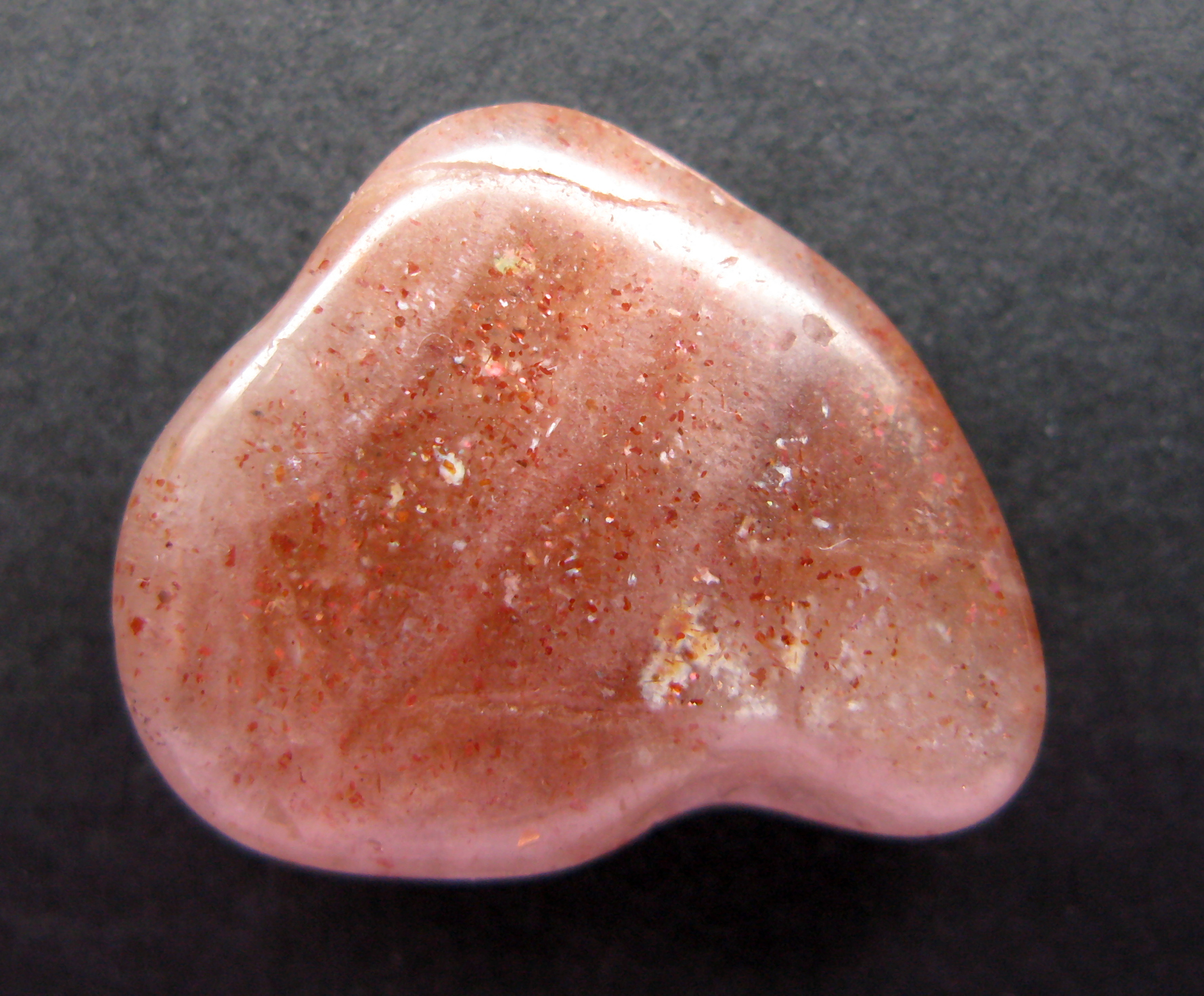
灰曹長石
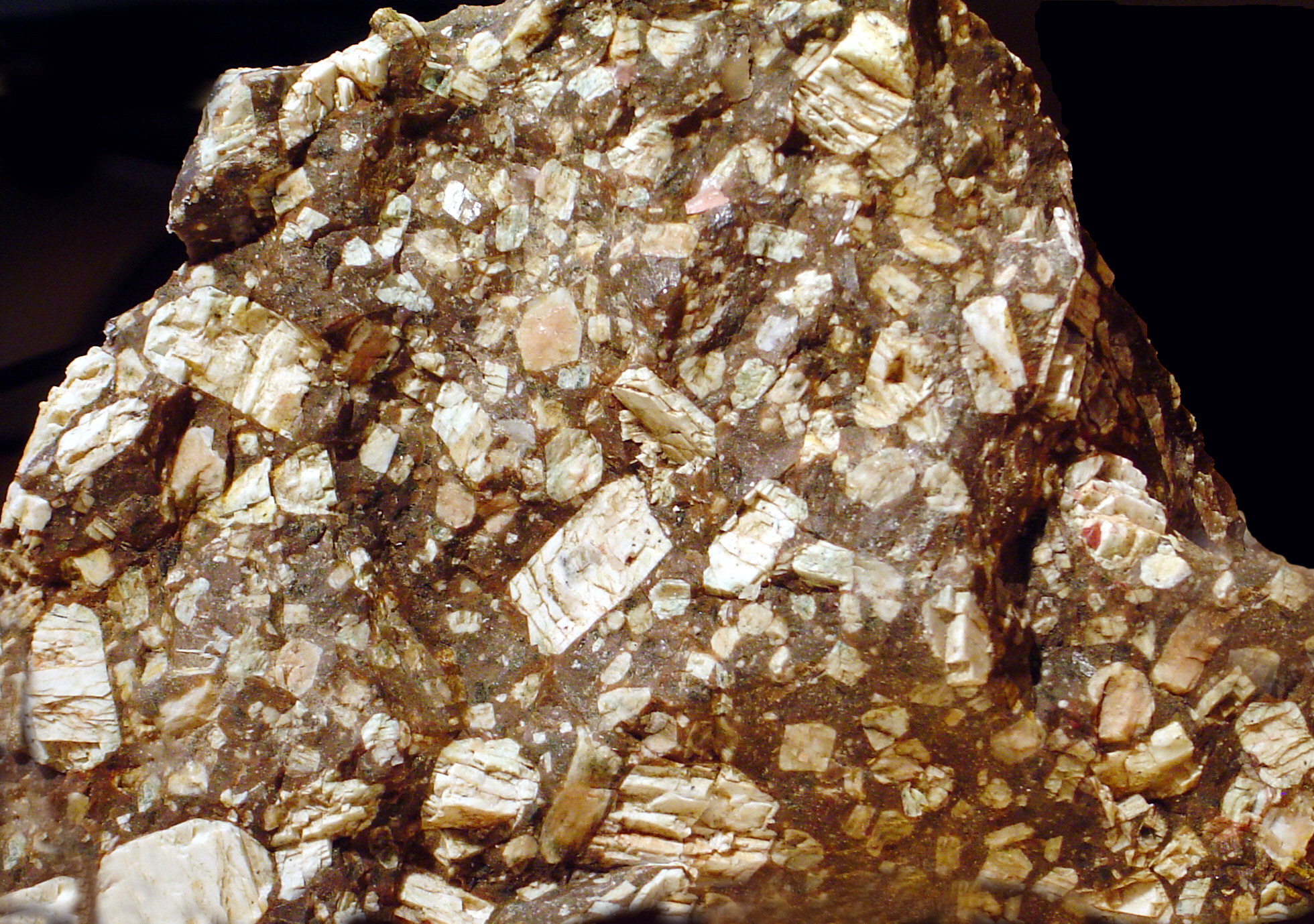
中性長石
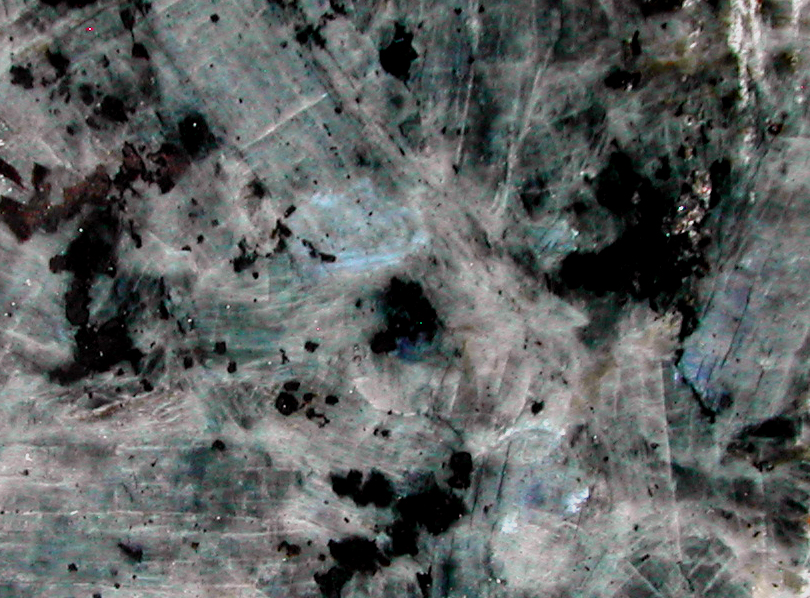
曹灰長石
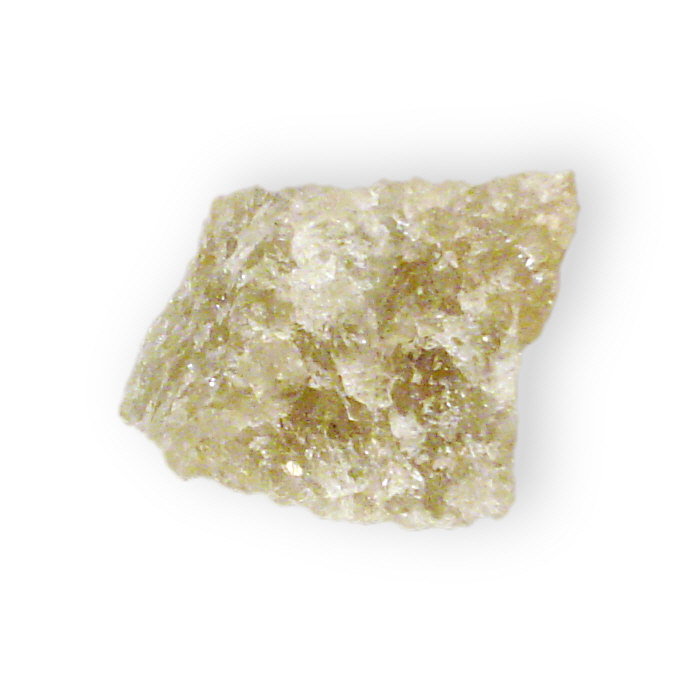
亜灰長石

曹長石（albite、アルバイト）
NaAlSi3O8。三斜晶系。ソーダ長石ともいう。
灰長石（anorthite、アノーサイト）
CaAl2Si2O8。三斜晶系。
ある一定方向から見ると虹のような光を放つラブラドライト（labradorite）は準貴石の扱いをうける。赤い色のサンストーン（日長石、sunstone）はこの種に属し、準貴石の扱いを受ける。サンストーンの発色は微量に含まれる銅によるものと考えられている。

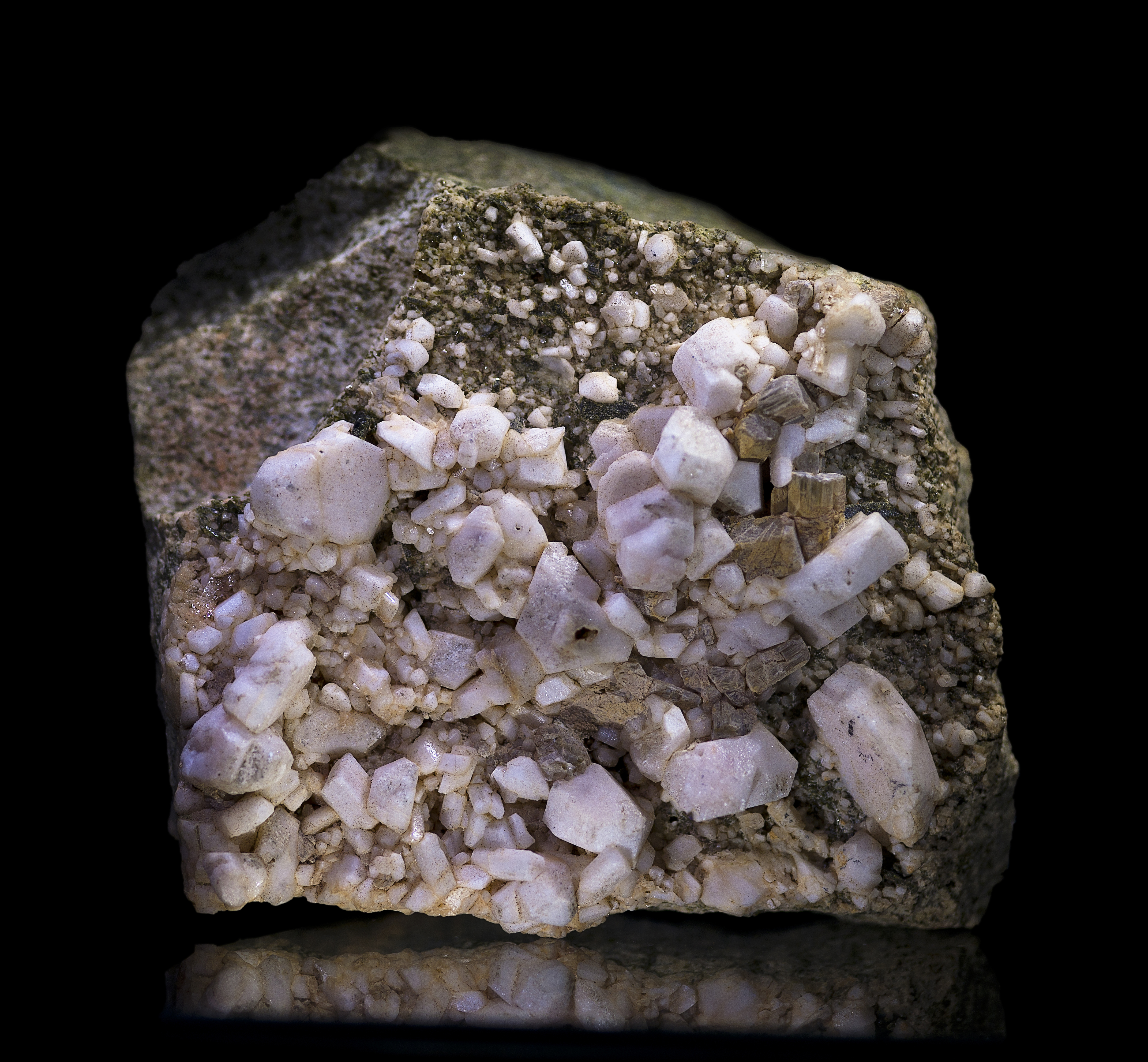
曹長石（アルバイト）
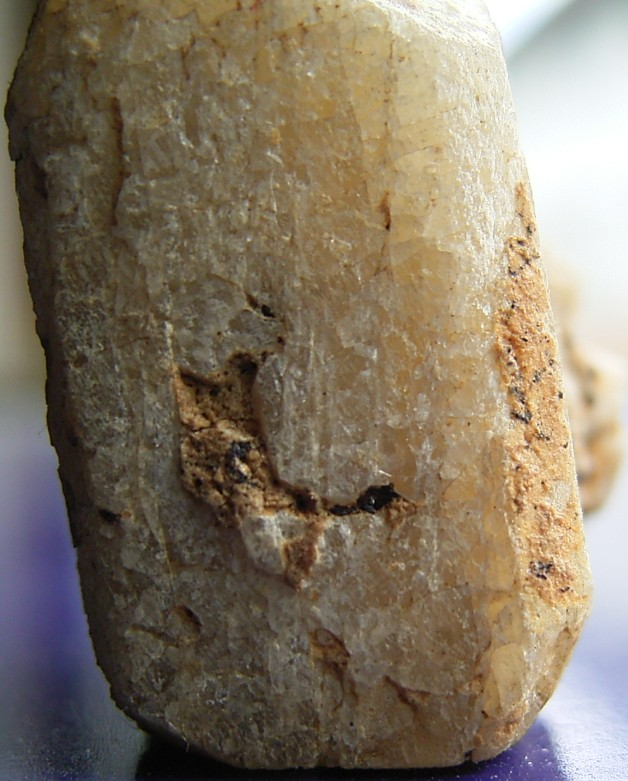
灰長石（アノーサイト）
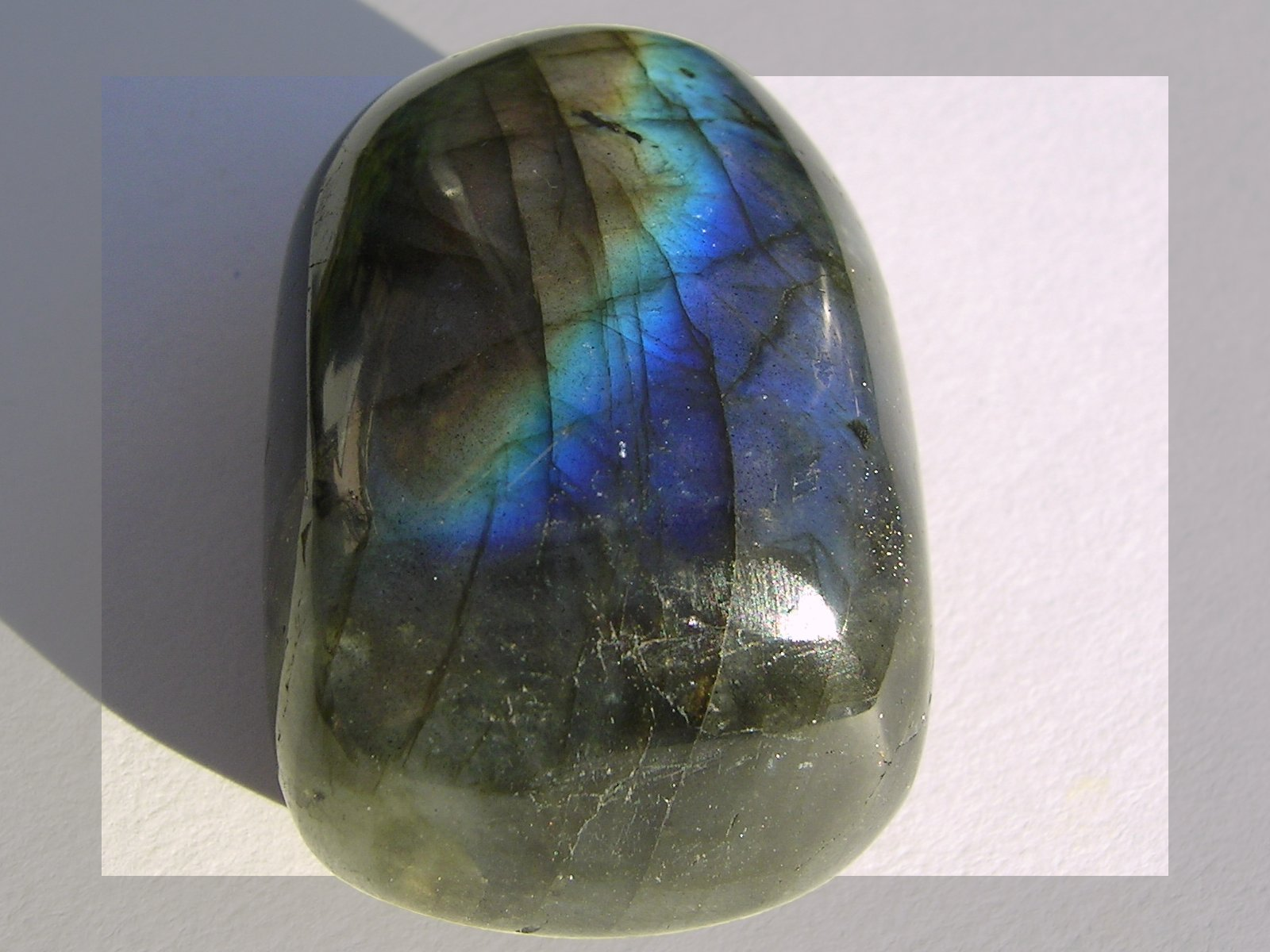
曹灰長石（ラブラドライト）
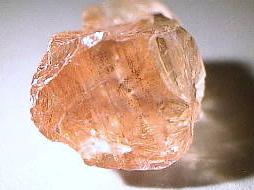
日長石（サンストーン）

### その他の長石
- 重土長石（celsian） - BaAl2Si2O8、単斜晶系。
- パラ重土長石（paracelsian）
- バナルシ石（banalsite） - BaNa2Al4Si4O16、斜方晶系。
- ストロナルシ石（stronalsite） - SrNa2Al4Si4O16、斜方晶系。
- スローソン石（slawsonite） - SrAl2Si2O8、単斜・三斜晶系。
- アンモニウム長石（buddingtonite） - (NH4)AlSi3O8、単斜晶系。

加蘇長石（kasoite、カリウムに富む重土長石）はかつて独立種とされていたが、現在は否定されている。

## 準長石
二酸化ケイ素に乏しいマグマ中では、長石の代わりに霞石（NaAlSiO4）などが生成する。このようなものは準長石と呼ばれる。

## 備考
- 漢方でいう「長石」や「方解石」は硬石膏を指しており、一般的にいう長石や方解石とは異なる[3]。